# مقاطعة أمادور (كاليفورنيا)
مقاطعة أمادور (بالإنجليزية: Amador County)‏ هي إحدى مقاطعات ولاية كاليفورنيا في الولايات المتحدة الأمريكية. ومعنى كلمة أمادور بالإسبانية تعني «من يحب».

## الموقع والإحصائيات السريعة
تقع مقاطعة أمادور في جبال سييرا نيفادا بكاليفورنيا، على بعد حوالي 45 ميلاً (72 كم) جنوب شرق ساكرامنتو في جزء من كاليفورنيا يعرف باسم سفوح جبال سييرا نيفادا، ووفقًا لمكتب الإحصاء الأمريكي، تبلغ مساحة المقاطعة 605 ميلًا مربعًا (1566 كيلومترًا مربعًا)، منها 593 ميلًا مربعًا (1536 كيلومترًا مربعًا) يابسة، و12 ميلًا مربعًا (30 كيلومتر مربع) منها ماء، وتساوي نسبته (1.94٪) من مساحة المقاطعة. تشمل المسطحات المائية في المقاطعة بحيرة أمادور، وبحيرة كامانش، وخزان باردي، وخزان بير ريفر، وسيلفر ليك، وسوتر كريك، ونهر كوسومنيس، ونهر موكلومن. يتراوح ارتفاع مقاطعة أمادور من حوالي 250 قدمًا (76 مترًا) في الجزء الغربي من المقاطعة إلى أكثر من 9000 قدم (2700 مترًا) في الجزء الشرقي من المقاطعة. يحد المقاطعة من الشمال نهر كوزومن، ومن الجنوب نهر موكلومن. بلغ عدد سكانها في عام 2010م 38،091 نسمة.

## تاريخياً
تم إنشاء مقاطعة أمادور من قبل الهيئة التشريعية لولاية كاليفورنيا في 11 مايو 1854م، من أجزاء من مقاطعتي كالافيراس وإلدورادو. وتم اعتمادها تنظيمياً كمقاطعة في 3 يوليو 1854م. في عام 1864م ، تم منح جزء من أراضي المقاطعة إلى مقاطعة ألبين.

### سكان البلاد الأصليين وأول اعترافٍ بهم
في وقت مبكر من عام 1843م، أرسل جون سوتر الرجال -بعضهم مع عائلاتهم- إلى أكشاك من خشب الأرز والصنوبر على التلال (بين أمادور وسوتر كريكس اليوم). وأطلق على المكان اسم «غابات الصنوبر». عمل رجال سوتر هناك في نشر الأخشاب وإنتاج الفحم وتصنيع العناصر الأخرى اللازمة في حصن سوتر. حتى لبعض الوقت بعد اكتشاف الذهب ، ظل رجال سوتر يعملون في باين وودز.
في عام 1848م، أنشأ خوسيه ماريا أمادور، وهو من سكان البلاد الأصليين مع العديد من الأمريكيين الأصليين، معسكرًا ناجحًا لتعدين الذهب بالقرب من مدينة أمادور الحالية. حيث تقع بعض مناجم الذهب الأكثر نجاحًا في الولاية.
ومقاطعة أمادور هي المقاطعة الوحيدة في الولاية التي سميت على اسم أحد سكان كاليفورنيا الأصليين - خوسيه ماريا أمادور، وهو مزارع ثري قبل اكتشاف الذهب، والذي غطت مزرعته الكبيرة الكثير مما يُعرف الآن بوادي أمادور بالقرب من دانفيل. وهو من قام وموظفوه بالتعدين على طول النهر في هذه المقاطعة في عامي 1848م و 1849م. أصبح هذا الخور معروفًا باسم خور أمادور، وبعد فترة وجيزة، تم إنشاء معسكرات تسمى Amadore Crossing و South Amadore أو مدينة Amadore City.

## الإحصائيات الدقيقة
حسب التعداد رقم [26] لعام 2000م، بلغ عدد سكان المقاطعة 35100 شخصًا، و 12759 أسرة مسجلة كدائمين، و 9071 أسرة مقيمة في المحافظة. بلغت الكثافة السكانية 59 شخصًا لكل ميل مربع (23 / كم 2). كان هناك 15،035 وحدة سكنية بمتوسط كثافة 25 لكل ميل مربع (10 / كم 2). كان التركيب العرقي للمقاطعة 85.8٪ أبيض، 3.9٪ أسود أو أمريكي من أصل أفريقي، 1.8٪ أمريكي أصلي ، 1.0٪ آسيوي، 0.1٪ جزر المحيط الهادئ، 5.0٪ من أعراق أخرى، و 2.4٪ من سباقين أو أكثر. كان 8.9 ٪ من السكان من أصل لاتيني أو لاتيني من أي عرق. 14.9٪ كانوا من الألمان، 12.6٪ الإنجليزية، 11.7٪ إيرلنديون، 8.8٪ إيطاليون و 7.3٪ من أصول أمريكية.
ووفقًا لتعداد عام 2000. 93.1٪ تحدثوا الإنجليزية و 5.1٪ الإسبانية كلغة أولى.

### تفاصيل الأسر
كان هناك 12759 أسرة ، 26.2٪ منها لديها أطفال تقل أعمارهم عن 18 عامًا يعيشون معهم، و 58.9٪ من الأزواج الذين يعيشون معًا، و 8.7٪ لديها ربة منزل بدون زوج، و 28.9٪ من غير العائلات. 23.9٪ من جميع الأسر كانت مكونة من أفراد، و 11.3٪ كان لديهم شخص يعيش بمفرده يبلغ من العمر 65 عامًا أو أكثر. كان متوسط حجم الأسرة 2.39 ومتوسط حجم الأسرة 2.81.
أعمار سكان المقاطعة متفاوتة، حيث كان 20.6 ٪ تحت سن 18، 6.9 ٪ من 18 إلى 24 سنة ، 26.2 ٪ من 25 إلى 44سنة، 28.3 ٪ من 45 إلى 64سنة ، و 18.0 ٪ الذين بلغوا 65 عامًا أو أكبر سناً. ويبلغ متوسط العمر 43 سنة.
أما التنوع البيولوجي فقد كان حسب إحصائية عام 2000م لكل 100 أنثى هناك 122.5 ذكر. لكل 100 أنثى من سن 18 وما فوق ، هناك 123.4 ذكر.

#### متوسط الدخل
يبلغ متوسط دخل الأسرة في المقاطعة 42،280 دولارًا، حيث يبلغ للذكور متوسط دخل قدره 39،697 دولارًا مقابل 28،850 دولارًا للإناث. حوالي 6.1٪ من الأسر و 9.2٪ من السكان كانوا تحت خط الفقر ، بما في ذلك 13.1٪ من أولئك الذين تقل أعمارهم عن 18 عامًا و 5.4٪ من أولئك الذين بلغوا 65 عامًا أو أكثر.